# Pulau Rengit
Pulau Rengit är en ö i Indonesien.   Den ligger i provinsen Bangka-Belitung, i den västra delen av landet, 400 km norr om huvudstaden Jakarta. Arean är 2,3 kvadratkilometer.
Terrängen på Pulau Rengit är mycket platt. Öns högsta punkt är 14 meter över havet. Den sträcker sig 2,0 kilometer i nord-sydlig riktning, och 1,9 kilometer i öst-västlig riktning.